# Albert Adamkiewicz
Albert Wojciech Adamkiewicz (ur. 11 sierpnia 1850 w Żerkowie, zm. 31 października 1921 w Wiedniu) – polski lekarz patolog, neurolog i neuroanatom, profesor Uniwersytetu Jagiellońskiego żydowskiego pochodzenia.

## Życiorys
Urodził się w rodzinie żydowskiej, był synem lekarza Adolfa Adamkiewicza. Dokonał konwersji na katolicyzm w roku 1888. Do szkół średnich uczęszczał w Bydgoszczy i Kętrzynie (Rastenburgu). Rozpoczął studia medyczne na Uniwersytecie w Królewcu w 1868 roku, ale przeniósł się po półtora roku na Uniwersytet we Wrocławiu; studia przerwał w związku z wojną prusko-francuską, by wznowić je na Uniwersytecie w Würzburgu. Tamże w 1872, jako student zaledwie trzeciego roku, przedstawił pracę na temat mechanicznych urządzeń pozwalających zatamować krwawienie, za którą otrzymał pierwszą nagrodę w konkursie i tytuł doktora medycyny. Jako wyróżniający się student pełnił obowiązki asystenta profesorów Rudolfa Heidenheina we Wrocławiu (przed przerwą w studiach) i Friedricha Recklinghausena w Wydziale Anatomii Patologicznej uczelni w Würzburgu (od 1871). Po dyplomie uzyskanym w Würzburgu Adamkiewicz powrócił na Uniwersytet Wrocławski i tam w 1873 złożył pozostałe egzaminy na kierunku lekarskim oraz egzamin państwowy.
W marcu 1873 został asystentem Wilhelma von Witticha w Instytucie Fizjologii Uniwersytetu w Królewcu. Po dwóch latach został zatrudniony jako szef laboratorium Wydziału Chorób Wewnętrznych u Bernharda Naunyna. W 1876 jako docent patofizjologii na Uniwersytecie w Królewcu zaczął wykładać patofizjologię i diagnostykę medyczną. Parę miesięcy później wyjechał do Berlina, by przyjąć zaoferowane mu stanowisko w Wydziale Chorób Nerwowych Carla Westphala przy szpitalu Charité. Od 1879 do 1892 kierował wydziałem Patologii Ogólnej i Doświadczalnej na Uniwersytecie Jagiellońskim. Językiem polskim władał słabo, ale zyskał renomę jako dobry nauczyciel i eksperymentator.
Był żonaty z Kazimierą Reychman, córką Henryka (zm. 1926 w Wiedniu). Jego synem był Jerzy Adamkiewicz.

## Dorobek naukowy
Adamkiewicz w swojej pracy koncentrował się na patologii ośrodkowego układu nerwowego, szczególnie intensywnie badał unaczynienie ośrodkowego układu nerwowego. Opisał m.in. największą tętnicę korzeniową odcinka lędźwiowego rdzenia kręgowego, określaną dziś eponimem tętnicy Adamkiewicza. W 1889 roku opisał postępujące porażenie nerwów czaszkowych, opisane w 1927 jako nowa jednostka nozologiczna przez Raymonda Garcina i znane jako zespół Garcina.
Na początku lat 90. XIX wieku Adamkiewicz ogłosił, że odkrył pasożyta wywołującego nowotwory, którego nazwał Coccidium sarcolytus, jak również przeciwnowotworową surowicę („kankroinę”). Ponieważ odkrycie okazało się być pomyłką, Adamkiewicz został poddany ostrej krytyce środowiska akademickiego UJ. Niedługo później opuścił Kraków i praktykował w Szpitalu Żydowskim Rothschilda w Wiedniu.
Należał do towarzystw lekarskich w Królewcu, Krakowie, Paryżu, Lipsku, Wiesbaden i Berlinie. Błędne odkrycie, którego słuszność bezskutecznie próbował udowodnić w jednej z wiedeńskich klinik chirurgicznych, odsunęło go od świata naukowego i sprawiło, że zmarł w zapomnieniu.

## Wybrane prace
- Die mechanischen Blutstillungsmittel bei verletzen Arterien von Paré bis auf die neueste Zeit. 1872.
- Die Natur und der Nährwert des Peptons. Berlin, 1877.
- Die Sekretion des Schweisses. Berlin, 1878.
- Die feineren Veränderungen in den degenerierten Hintersträngen eines Tabeskranken. Archiv für Psychiatrie und Nervenkrankheiten (1880)
- Die Lehre vom Hirndruck und die Pathologie der Hirnkompression. Sitzungsberichte der Kaiserlichen Akademie der Wissenschaften, Mathematisch-naturwissenschaftliche Classe 88 (1883)
- Der Blutkreislauf der Ganglienzelle. Berlin, 1886.
- Die degenerativen Krankheiten des Rückenmarkes. Stuttgart, 1888.
- Die Principien einer rationellen Behandlung der bösartigen Geschwülste (Krebse) und die Reaktionsfähigkeit derselben. Akademischer Anzeiger der Akademie der Wissenschaften in Wien XVI (1891)
- Die Arterien des velängerten Markes vom Übergang bis zur Brücke. Denkschriften der Kaiserlichen Akademie der Wissenschaften. Mathematisch-Naturwissenschaftliche Classe 57, ss. 481-496 + 3 Tafel (1892)
- Die Reaktionen der Carcinome und deren Heilwert (1892)
- Über den Krebs. 1893.
- Tafeln zur Orientierung an der Gehirnoberflache des lebenden Menschen (bei chirurgischen Operationen und klinischen Vorlesungen). 2. Aufl., Wien-Leipzig, 1894
- Über den Krebsparasiten Coccidium sarkolytus. Wiener Medizinische Presse, 1894
- Die sogenannte Stauungspapille und ihre Bedeutung als eines Zeichens von gesteigerten Druck in der Höhle des Schädels. Zeitschrift für klinische Medizin 28 (1895)
- Über die sogenannte "Bahnung". Amsterdam: Janus, 1896.
- Zur Geschichte der Funktionen der Grosshirnrinde und der Vorstellungen vom Substrat der Seele.  Amsterdam: Janus, 1896
  - Zeitschrift für klinische Medizin, Berlin, 1898
- Die Funktionsstörungen des Grosshirns. Hannover: Verlag von Adolf W. Köllner, 1898.
- Die Kreislaufstörungen in den Organen des Centralnervensystems. Berlin-Leipzig, 1899.
- Über das Unbewusste denken und das Gedankensehen, 1904
- Die Eigenkraft der Materie und das Denken im Weltall, 1906
- Zur Funktion der Schweißsekretion. Neurologisches Zentralblatt No 3, 123-124, 1907
- Der Doppelmotor im Gehirn. Neurologisches Zentrallatt 15, 690-700, 1907